# 两河镇 (康县)
两河镇，是中华人民共和国甘肃省陇南市康县下辖的一个乡镇级行政单位。

## 行政区划
两河镇下辖以下地区：
中坝村、街道村、丁山村、中营村、吴营村、马坝村、后营村、廖坝村、赵坝村、巩坝村、瓦厂村和刘山村。